# Amrum Øbane
Amrum Øbane var en smalsporsbane med en sporvidde på 900 millimeter på øen Amrum i Nordfrisland i det vestlige Sydslesvig, der var i drift mellem 1893 og 1939. 
Amrumbanens regulære drift begyndte i 1901 på strækningen mellem færgebyen Vitdyn og Nebel. Et år senere blev strækningen forlænget til Nordtorp havn (Kniphavn). Allerede fra 1893 var der flere års prøvedrift mellem Vitdyn by og Vitdyn strand. Banens formål var at bringe turisterne fra færgehavnen i Vitdyn til hotellerne i Nebel og Nordtorp og videre til Nordtorp havn, hvorfra færgerne sejlede til Hørnum på Sild. Strækningen var på sammenlagt tolv kilometer.
Efter at der i 1938 blev bygget en vej med fast underlag mellem Vitdyn og Nordtorp, blev Amrumbanen nedlagt den 31. oktober 1939. Et år senere blev skinnerne fjernet.